# Chaetostoma daidalmatos
Chaetostoma daidalmatos és una espècie de peix de la família dels loricàrids i de l'ordre dels siluriformes.

## Distribució geogràfica
Es troba a Sud-amèrica: Perú.